# 沙福特城足球會
沙福特城足球會（英語：Salford City Football Club）
成立於1940年，是一支位於英格蘭索爾福德市的職業足球會，目前於英格蘭足球乙級聯賽角逐。

## 球會歷史
沙福特城足球會於1940年成立後，一直只參加地區聯賽。
直至2014年，多位曼聯退役球星「七小福」之中的菲臘·尼維利、加利·尼維利、尼基·巴特、保羅·史高斯、賴恩·傑斯、大衛·碧咸入股球會。2018年贏得英格蘭足球全國聯賽北冠軍，2019年再贏得英格蘭足球聯賽錦標賽冠軍。
2019-20年度球季，首次參加英格蘭足球乙級聯賽，才正式成為職業球會。

## 外部連結
- 官方网站